# Danh sách chính đảng tại Nga
Liên bang Nga là quốc gia đa đảng. Hiện nay có 4 Đảng trong Quốc hội Liên bang, trong đó đảng Nước Nga thống nhất hiện đang chiếm ưu thế.
Sau Perestroika, những năm 1990 có hơn 100 đảng phái chính trị ở Nga, nhưng chỉ có số ít các đảng được bầu vào Duma. Từ năm 2000, sau khi Tổng thống Putin lên nắm quyền, số lượng của các Đảng bị giảm xuống. Cuối năm 2008-2012 chỉ còn 7 đảng ở Nga và việc thành lập Đảng mới bị hạn chế. Đảng được đăng ký cuối cùng là Đảng sự nghiệp cánh tả. Trước khi cuộc bầu cử 2011, các đảng phái đối lập từ chối tham gia bầu cử dẫn tới biểu tình năm 2011. Sau đó các cuộc cải tổ bầu cử được diễn ra.

## Lịch sử

### Đảng Quyền lực
Trong chính trị Nga, một "đảng quyền lực" là một đảng được thành lập đặc biệt, hỗ trợ vô điều kiện cho Tổng thống hoặc Thủ tướng đương nhiệm trong quốc hội.
Các bên này đã được xem xét đảng quyền lực:
- Nhóm đại biểu liên khu vực/ Đảng Dân chủ Nga (1990-1993, Đại hội Đại biểu Nhân dân Liên Xô/ Đại hội Đại biểu Nhân dân Nga/ Xô viết Tối cao Nga)
- Lựa chọn của nước Nga (1993-1995) và Đảng Thống nhất và Hòa hợp Nga do Sergey Shakhray lãnh đạo
- Nhà của chúng ta - Nga (1995-1999)
- Khối Ivan Rybkin (được coi là "đảng quyền lực" còn sót lại, trong cuộc bầu cử lập pháp Nga, 1995)
- Đảng Thống nhất Nga (1999-2001/ 2003)
- Nước Nga Công bằng (2006-2008/ 2010, là "đảng quyền lực thứ hai", ủng hộ Vladimir Putin và phản đối Nước Nga thống nhất)
- Nước Nga thống nhất (2001-nay)

## Chính Đảng tại Nga
Hiện trong Nga Quốc gia có 6 đảng chính
| Tên | Tên                                                                      | Viết tắt  | Học thuyết                                                                                    | Lãnh đạo             | Ghế trong Duma |
| --- | ------------------------------------------------------------------------ | --------- | --------------------------------------------------------------------------------------------- | -------------------- | -------------- |
|     | Nước Nga thống nhất Единая Россия                                        | ER ЕР     | Chủ nghĩa bảo thủ, Chủ nghĩa Quốc gia, Chủ nghĩa thực dụng, Trung dung, Chủ nghĩa bảo thủ mới | Dmitry Medvedev      | 330            |
|     | Đảng Cộng sản Liên bang Nga Коммунистическая партия Российской Федерации | KPRF КПРФ | Chủ nghĩa Cộng sản, Mác-Lênin, Chủ nghĩa yêu nước, chủ nghĩa dân tộc cánh tả                  | Gennady Zyuganov     | 42             |
|     | Đảng Dân chủ Tự do Nga Политическая партия ЛДПР                          | LDPR ЛДПР | Chủ nghĩa quốc gia Nga, chủ nghĩa Pan-Slav, Chống chủ nghĩa đế quốc, Kinh tế hỗn hợp          | Vladimir Zhirinovsky | 40             |
|     | Nước Nga Công bằng Справедливая Россия                                   | SR СР     | Dân chủ xã hội, Chủ nghĩa dân chủ xã hội                                                      | Sergei Mironov       | 23             |
|     | Đảng Rodina Родина                                                       | Rodina    | Chủ nghĩa bảo thủ quốc gia, Chủ nghĩa siêu quốc gia                                           | Aleksey Zhuravlyov   | 1              |
|     | Đảng Nền tảng Công dân Гражда́нская Платфо́рма                             | CPl       | Chủ nghĩa bảo thủ, Tự do kinh tế                                                              | Rifat Shaykhutdinov  | 1              |

### Chính Đảng trong nghị viện khu vực
| Tên | Tên                                                                                         | Viết tắt                | Học thuyết                                                                    | Lãnh đạo                                            | Vị trí               | Liên kết Quốc tế                                          | Ghế trong Nghị viện khu vực |
| --- | ------------------------------------------------------------------------------------------- | ----------------------- | ----------------------------------------------------------------------------- | --------------------------------------------------- | -------------------- | --------------------------------------------------------- | --------------------------- |
|     | Đảng Yêu nước Nga Патриоты России                                                           |                         | Dân chủ xã hội, Chủ nghĩa xã hội dân chủ, Chủ nghĩa dân tộc cánh tả           | Gennady Semigin                                     | Trung tả đến Cánh tả | Mặt trận Nhân dân Toàn Nga                                | 23                          |
|     | Đảng Cộng sản Nga Коммунисты России                                                         | КОМРОС                  | Chủ nghĩa Mác - Lênin                                                         | Maxim Suraykin                                      | Cực tả               |                                                           | 2                           |
|     | Đảng Dân chủ thống nhất Nga Yabloko Российская объединённая демократическая партия «Яблоко» |                         | Chủ nghĩa tự do xã hội                                                        | Sergey Mitrokhin Grigory Yavlinsky Emilia Slabunova | Trung tả             | Quốc tế Tự do Liên minh Tự do và Dân chủ cho Đảng Châu Âu | 7                           |
|     | Đảng Nền tảng Công dân Гражда́нская Платфо́рма                                                | CPl                     | Chủ nghĩa bảo thủ, Tự do kinh tế                                              | Rifat Shaykhutdinov                                 | Trung hữu            |                                                           | 13                          |
|     | Đảng Cộng sản của Công lý Xã hội Коммунистическая партия социальной справедливости          | КПСС                    | Chủ nghĩa Xã hội, Chủ nghĩa Cộng sản                                          | Andrei Bogdanov                                     | Cánh tả đến Cực tả   |                                                           | 1                           |
|     | Đảng Tăng trưởng Партия Роста                                                               | ПР                      | Chủ nghĩa bảo thủ/ bảo thủ tự do, chủ nghĩa dân tộc Nga và chủ nghĩa yêu nước | Andrei Dunaev                                       | Cánh hữu             | Liên minh Dân chủ Quốc tế                                 | 2                           |
|     | Đảng Rodina Родина                                                                          | Rodina                  | Chủ nghĩa bảo thủ quốc gia, Chủ nghĩa siêu quốc gia                           | Aleksey Zhuravlyov                                  | Cánh tả              | Mặt trận Nhân dân Toàn Nga                                | 20                          |
|     | Đảng Trợ cấp cho công bằng Российская партия пенсионеров за социальную справедливость       | РППС                    | Xã hội bảo thủ                                                                | Igor Zotov                                          | Cánh hữu             |                                                           | 8                           |
|     | Đảng Liên minh xanh và Dân chủ xã hội Альянс зелёных                                        |                         | Chính trị xanh, chủ nghĩa tự do                                               | Gleb Fetisov Oleg Mitvol                            | Cánh tả              | Đảng Xanh Châu Âu                                         | 1                           |
|     | Đảng Cộng hòa Nga - Đảng Nhân dân Tự do Партия народной свободы                             | RPR-PARNAS (РПР-ПАРНАС) | Chủ nghĩa tự do, dân chủ tự do, chủ nghĩa liên bang, quyền con người          | Vladimir Ryzhkov, Mikhail Kasyanov                  | Cánh hữu             | Liên minh Tự do và Dân chủ cho Đảng Châu Âu               | 1                           |

## Chính Đảng bị cấm hoạt động
- Đảng Cộng sản Liên Xô
- Đảng Bolshevik Toàn quốc
- Đảng Hizb ut-Tahrir (Đảng Giải phóng)